# Malungsfors
Malungsfors är en tätort i Malung-Sälens kommun. 

## Befolkningsutveckling
| Befolkningsutvecklingen i Malungsfors 1950–2020 | Befolkningsutvecklingen i Malungsfors 1950–2020 | Befolkningsutvecklingen i Malungsfors 1950–2020 | Befolkningsutvecklingen i Malungsfors 1950–2020 | Befolkningsutvecklingen i Malungsfors 1950–2020 |
| ----------------------------------------------- | ----------------------------------------------- | ----------------------------------------------- | ----------------------------------------------- | ----------------------------------------------- |
|                                                 |                                                 |                                                 |                                                 |                                                 |
| År                                              |                                                 |                                                 | Folkmängd                                       | Areal (ha)                                      |
| 1950                                            | 1950                                            |                                                 | 987                                             |                                                 |
| 1960                                            | 1960                                            |                                                 | 940                                             |                                                 |
| 1965                                            | 1965                                            |                                                 | 846                                             |                                                 |
| 1970                                            | 1970                                            |                                                 | 732                                             |                                                 |
| 1975                                            | 1975                                            |                                                 | 683                                             |                                                 |
| 1980                                            | 1980                                            |                                                 | 666                                             |                                                 |
| 1990                                            | 1990                                            |                                                 | 614                                             | 253                                             |
| 1995                                            | 1995                                            |                                                 | 644                                             | 259                                             |
| 2000                                            | 2000                                            |                                                 | 608                                             | 259                                             |
| 2005                                            | 2005                                            |                                                 | 559                                             | 259                                             |
| 2010                                            | 2010                                            |                                                 | 560                                             | 258                                             |
| 2015                                            | 2015                                            |                                                 | 574                                             | 276                                             |
| 2020                                            | 2020                                            |                                                 | 558                                             | 272                                             |
|                                                 |                                                 |                                                 |                                                 |                                                 |

## Näringsliv
I Malungsfors slutar idag Västerdalsbanan och där finns en timmerterminal som används av bl.a. Fiskarheden AB. Järnvägen har tidvis dock varit hotad och sträckan mellan Malung och Malungsfors var utan trafik mellan 2001 och 2019.

## Evenemang
I orten anordnas årligen Malungsfors visfestival.